# Slaget ved Ferrybridge
Slaget ved Ferrybridge, den 28. marts 1461, var en indledende træfning mellem styrker loyale over for husene York og Lancaster før det større Slag ved Towton under Rosekrigene.
Efter at have udråbt sig til konge samlede Edvard 4. en stor styrke og marcherede nordpå mod Lancaster-hærens position bag Aire-floden i Yorkshire. Den 27. marts tiltvang jarlen af Warwick (der ledte fortroppen) sig en overgang ved Ferrybridge ved at fylde broens mellemrum (Lancaster-styrkerne havde tidligere ødelagt den) med planker. I processen mistede han mange mænd, både til det iskolde vintervand og til den hyppige regn af pile, der kom fra en lille, men målrettet Lancaster-styrke på den anden side. Så snart overgangen var blevet sikret og Lancaster-styrkerne tvunget væk, fik Warwick sine mænd til at reparere broen, mens lejren blev etableret på nordsiden af floden.
Tidligt næste morgen blev Yorkisterne angrebet af et stor Lancaster-styrke under Lord Clifford og John, Lord Neville, en yngre bror til 2. jarl af Westmorland (Warwicks halvfætter). Fuldstændig overrasket og forvirret led Warwicks styrker store tab. Warwicks næstkommanderende i lejren, Lord FitzWalter, blev dødeligt såret, mens han forsøgte at samle sine mænd (han døde en uge senere). Bastarden af Salisbury, Warwicks halvbror blev dræbt, og i forsøget på at trække sig tilbage blev jarlen af Warwick såret, ramt af en pil i benet. Jean de Wavrin siger, at næsten 3.000 mænd omkom i kampene.
Efter slaget ankom Edvard med sin hovedhær og sammen vendte Warwick og Edvard tilbage til broen for at finde den i ruiner. Warwick sendte sin onkel, Lord Fauconberg med York-kavaleriet opad floden, hvor de krydsede vadestedet ved Castleford og fulgte efter Lord Clifford. Fauconberg forfulgte Lord Clifford, hans halvgrandnevø, hen til hoved Lancaster-hæren og besejrede ham efter en hård kamp. Clifford blev dræbt af en pil i halsen, idet han uforklarligt havde fjernet rustningsdelen, der skulle have beskyttet dette område af hans krop.

## Dato
Der er en vis tvivl omkring, på hvilken dato kampen fandt sted på grund af den måde, de historiske kilder henviser til de forskellige tidspunkter på dagen. Ingen samtidige kilde angiver eksplicit, at slaget fandt sted den 28. marts, men henviser til aftenen før palmesøndag, som kunne henvise til morgenen før daggry den 29. Arkæologiske beviser tyder på, at den efterfølgende træfning nær Dittingdale efter overgangen af floden er for tæt på placeringen af hovedslaget ved Towton til at være blevet udkæmpet på en separat dag. Da de historiske kilder alle er enige om, at Lord Clifford blev dræbt samme dag som træfningen ved Ferrybridge, er der givet en ny fortolkning af, at der var tre sammenhængende træfninger på én dag, der begyndte inden daggry den 29. marts og sluttede ved Towton. Hvis dette er tilfældet, er det blevet foreslået, at de citerede tilskadekomne angivet for Slaget ved Towton kan omfatte dem, der blev dræbt ved Ferrybridge.